# Teofilów (gmina Kluki)
Teofilów – osada leśna w Polsce, położona w województwie łódzkim, w powiecie bełchatowskim, w gminie Kluki.
W latach 1975–1998 miejscowość należała administracyjnie do województwa piotrkowskiego.